# Charles Augustus Young
Charles Augustus Young (Hanover, 15 december 1834 - aldaar, 4 januari 1908) was een Amerikaans astronoom. Hij bestudeerde zonsverduisteringen en verrichtte spectroscopisch onderzoek naar de zon. 
Young studeerde af in Dartmouth en werd er professor in 1865. In 1877 ging hij naar de Princeton-universiteit.
Hij was een succesvol leraar en schreef daarnaast populaire astronomieboeken, waaronder Manual of Astronomy. Vele jaren later, in 1927, toen Henry Norris Russell, Raymond Smith Dugan en John Quincy Stewart hun eigen tweedelig tekstboek schreven gaven ze dit de naam Astronomy: A Revision of Young’s Manual of Astronomy.
In 1883 ontdekte Young het extragalactische stelsel NGC 6187 in het sterrenbeeld Draak.
Hij overleed begin januari 1908 aan de gevolgen van longontsteking in zijn huis in Hanover (New Hampshire).

## Vernoemd
- De planetoïde 2165 Young is naar Charles Young vernoemd.

- Biblioteca Nacional de España: XX1665498
- Bibliothèque nationale de France: cb125535740 (data)
- Catàleg d'autoritats de noms i títols de Catalunya: 981058528304606706
- Gemeinsame Normdatei: 117591904
- International Standard Name Identifier: 0000 0000 8350 6488
- Library of Congress Control Number: n86829773
- Mathematics Genealogy Project: 129707
- Nationale Bibliotheek van Tsjechië: js20181003471
- Nationale bibliotheek van Australië: 36012354
- Nationale Bibliotheek van Israël: 987007271567005171
- Nederlandse Thesaurus van Auteursnamen: 115121161
- SNAC: w6sj1ng0
- Système universitaire de documentation: 085867772
- Trove: 1185145
- Virtual International Authority File: 2587149
- WorldCat: E39PBJg4rMgthkG9mKrHbdV6Kd